# Aya Shimokozuru
Aya Shimokozuru (下小鶴 綾 Shimokozuru Aya?,  nacido el 7 de junio de 1982 en Kioto) es una exfutbolista japonesa que jugaba como defensa.
Shimokozuru jugó 28 veces para la selección femenina de fútbol de Japón entre 2004 y 2008. Shimokozuru fue elegida para integrar la selección nacional de Japón para los Juegos Olímpicos de Verano de 2004.

## Trayectoria

### Clubes
| Club                  | País  | Año         |
| --------------------- | ----- | ----------- |
| Speranza FC Takatsuki | Japón | 1999 - 2004 |
| Tasaki Perule FC      | Japón | 2005 - 2008 |
| Speranza FC Takatsuki | Japón | 2009        |
| TEPCO Mareeze         | Japón | 2010 - 2011 |
| Vegalta Sendai        | Japón | 2012 - 2013 |

### Selección nacional
| Selección | País  | Año         |
| --------- | ----- | ----------- |
| Absoluta  | Japón | 2004 - 2008 |

## Estadística de equipo nacional
| Selección femenina de fútbol de Japón | Selección femenina de fútbol de Japón | Selección femenina de fútbol de Japón |
| Año                                   | Partidos                              | Goles                                 |
| ------------------------------------- | ------------------------------------- | ------------------------------------- |
| 2004                                  | 10                                    | 0                                     |
| 2005                                  | 5                                     | 0                                     |
| 2006                                  | 11                                    | 0                                     |
| 2007                                  | 1                                     | 0                                     |
| 2008                                  | 1                                     | 0                                     |
| Total                                 | 28                                    | 0                                     |